# MACS0647-JD
MACS0647-JD是人类观测到离地球最远的星系之一，它的红移值z=10.7，即距离地球133亿光年（或40亿秒差距），也就是说该星系形成于宇宙大爆炸之后4.2亿年，一度被判定超过当时已知的最古老星系UDFj-39546284，但后者的红移值在不久后被上修而再度反超。由于宇宙膨胀，现在这个星系的实际距离约为322亿光年。它的宽度大约只有600光年，为银河系的1/250。
MACS0647-JD是由太空望遠鏡科學研究所的马克·珀斯特曼（Marc Postman）領導的哈伯星系團重力透鏡與超新星巡天計畫（Cluster Lensing and Supernova survey with Hubble，CLASH）发现。这个项目是利用庞大的星系团引起的引力透镜效应，放大位于星系团附近遥远天体的信号，使得遥远天体看起来比实际上更明亮，图片主要由哈勃太空望远镜的第三代广域照相机（WFC3）拍摄。此外，斯皮策空间望远镜也对这个项目提供一定支持。MACS0647-JD位于鹿豹座，是通过一个同在鹿豹座、红移值z=0.591的星系团MACS J0647+7015的引力透镜效应发现的。

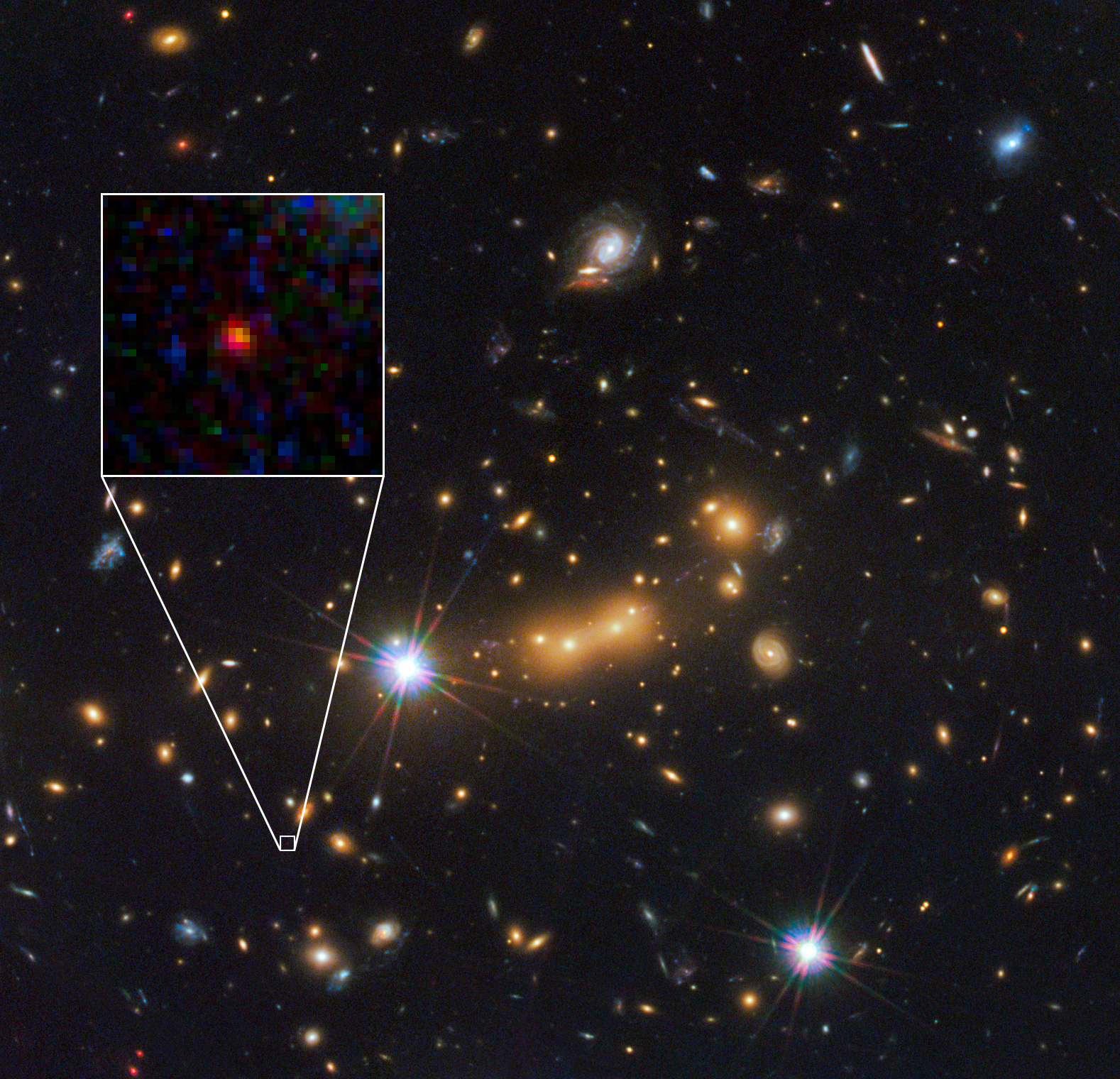
MACS0647-JD